# Aarón Ñíguez
Aarón Ñíguez Esclápez (Elche, 26 aprile 1989) è un ex calciatore spagnolo, di ruolo centrocampista.

## Biografia
Suo padre José Antonio Ñíguez era calciatore, così come i due fratelli Jonathan Ñíguez e Saúl Ñíguez.

## Palmarès

### Club

#### Competizioni nazionali
- Coppa di Portogallo: 1

Braga: 2015-2016

### Nazionale
- Giochi del Mediterraneo: 1

 Pescara 2009
- Campionato d'Europa Under-19: 1

2007